# Pollenia grisetomentosa
Pollenia grisetomentosa este o specie de muște din genul Pollenia, familia Calliphoridae, descrisă de Jacentkovsky în anul 1944. Conform Catalogue of Life specia Pollenia grisetomentosa nu are subspecii cunoscute.